# 브레인퍽

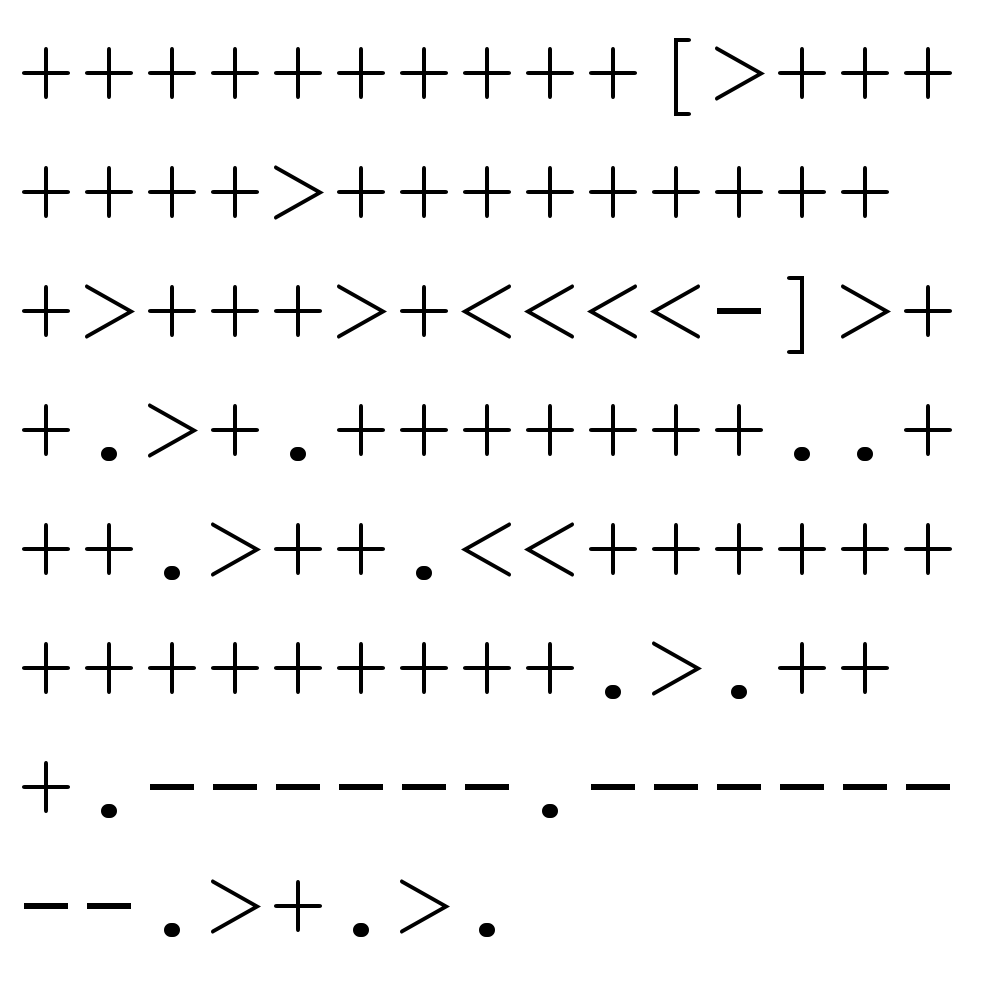

브레인퍽(Brainfuck)은 우어반 뮐러(Urban Müller)가 1993년 경에 만든 최소주의 컴퓨터 프로그래밍 언어이다. 이름에 포함된 fuck이 욕설이기 때문에 Brainf*ck, Brainf***, 혹은 단순히 BF라고 부르기도 한다.

## 언어의 설계
뮐러는 가장 작은 컴파일러로 구현할 수 있는 간단하면서도 튜링 완전한 프로그래밍 언어를 만드는 것이 목적이었다. 이 언어는 여덟 개의 명령어로 구성되어 있다. 아미가 컴퓨터에서 작동하는 원래 컴파일러의 둘째 판은 크기가 240 바이트 밖에 안 된다. 그는 다른 난해한 프로그래밍 언어이자, 컴파일러 크기가 1024바이트인 False의 영향을 받았다.
이름이 말해 주듯이, 브레인퍽 프로그램은 이해하기 어려운 경향이 있다. 하지만 튜링 기계는 컴퓨터가 할 수 있는 모든 작업을 할 수 있고, 브레인퍽이 튜링 완전하기 때문에 브레인퍽 또한 복잡하기는 해도 컴퓨터가 할 수 있는 모든 작업을 할 수 있다.
이 언어는 프로그램 외에, 0으로 초기화된 바이트 단위의 배열과, 처음에 배열의 맨 첫 바이트를 가리키는 포인터, 그리고 입출력 스트림으로 구성된 간단한 기계 모델에 기반을 두고 있다.

### 명령어들
여덟 개의 명령어들은 각각 한 개의 문자로 구성되어 있으며 다음과 같다:
| 문자 | 의미                                                                      |
| ---- | ------------------------------------------------------------------------- |
| >    | 포인터를 증가시킨다.                                                      |
| <    | 포인터를 감소시킨다.                                                      |
| +    | 포인터가 가리키는 바이트의 값을 증가시킨다.                               |
| -    | 포인터가 가리키는 바이트의 값을 감소시킨다.                               |
| .    | 포인터가 가리키는 바이트의 값을 ASCII 문자로 출력한다.                    |
| ,    | 포인터가 가리키는 바이트에 입력받은 문자의 ASCII 값을 넣는다.             |
| [    | 포인터가 가리키는 바이트의 값이 0이면 짝이 되는 뒤쪽의 ]로 이동한다.      |
| ]    | 포인터가 가리키는 바이트의 값이 0이 아니면 짝이 되는 앞쪽의 [로 이동한다. |

위의 정의 대신에, ]에 ‘짝이 되는 앞쪽의 [로 이동한다’는 의미를 사용할 수 있다. 이는 간단하지만 대칭적이지 못 하고 효율적이지도 않다. 이 두 정의는 모든 브레인퍽 프로그램에 대해서 동일한 행동을 보인다. 거의 사용되지 않지만 동일한 또 다른 정의로는, [가 ‘짝이 되는 뒤쪽의 ]로 이동한다’는 의미를 가지고, ]가 ‘포인터가 가리키는 바이트의 값이 0이 아니면 짝이 되는 앞쪽의 [ 다음 명령어로 이동한다’는 의미를 가지도록 하는 것이 있다.
브레인퍽 프로그램들은 ptr이 unsigned char* 형이라 가정할 때 다음과 같은 치환을 사용해서 C 언어로 번역할 수 있다:
| 브레인퍽 | C                 |
| -------- | ----------------- |
| >        | ++ptr;            |
| <        | --ptr;            |
| +        | ++*ptr;           |
| -        | --*ptr;           |
| .        | putchar(*ptr);    |
| ,        | *ptr = getchar(); |
| [        | while (*ptr) {    |
| ]        | }                 |

## 해설
참고로 여기서는 배열의 각각의 원소들을 바이트로 서술했기 때문에, - 명령은 필요가 없으며 255개의 + 명령으로 고칠 수 있다. 비슷하게, 만약 배열이 유한하고 환형이면, < 명령은 (배열 크기 - 1)개의 > 명령으로 고칠 수 있다. 하지만 이 언어가 튜링 완전하려면 배열의 크기와 각각의 원소들의 크기가 모두 제한이 없어야 한다. (이는 엄밀히 말할 때 현대의 PC가 튜링 완전하지 않은 이유와 동일하다.)

## 예제

### 헬로 월드 프로그램
명령어에 쓰이는 8개의 문자(+-<>[],.)만 사용한 코드는 다음과 같다.
```
++++++++++
[
>
+++++++
>
++++++++++
>
+++
>
+
<<<<
-
]
>
++
.
>
+
.
+++++++
..
+++
.
>
++
.
<<
+++++++++++++++
.
>
.
+++
.
------
.
--------
.
>
+
.
>
.

```

브레인퍽은 이 8개의 문자외에는 모두 무시하므로, 가독성을 위해 공백과 줄바꿈을 넣고 주석을 추가하여 다시 쓴 코드는 다음과 같다.
```
+++++
 
+++++
 initialize counter (cell #0) to 10

[
 use loop to set the next four cells to 70/100/30/10

 
>
 
+++++
 
++
 add 7 to cell #1

 
>
 
+++++
 
+++++
 add 10 to cell #2

 
>
 
+++
 add 3 to cell #3

 
>
 
+
 add 1 to cell #4

 
<<<<
 
-
 decrement counter (cell #0)

]

>
 
++
 
.
 print 'H'

>
 
+
 
.
 print 'e'

+++++
 
++
 
.
 print 'l'

.
 print 'l'

+++
 
.
 print 'o'

>
 
++
 
.
 print ' '

<<
 
+++++
 
+++++
 
+++++
 
.
 print 'W'

>
 
.
 print 'o'

+++
 
.
 print 'r'

-----
 
-
 
.
 print 'l'

-----
 
---
 
.
 print 'd'

>
 
+
 
.
 print '!'

>
 
.
 print '\n'

```

### ROT13
```
-
,
+
[
 Read first character and start outer character reading loop

 
-
[
 Skip forward if character is 0

 
>>
++++
[
>
++++++++
<
-
]
 Set up divisor (32) for division loop

 (MEMORY LAYOUT: dividend copy remainder divisor quotient zero zero)

 
<
+
<
-
[
 Set up dividend (x minus 1) and enter division loop

 
>
+
>
+
>
-
[
>>>
]
 Increase copy and remainder / reduce divisor / Normal case: skip forward

 
<
[[
>
+
<
-
]
>>
+
>
]
 Special case: move remainder back to divisor and increase quotient

 
<<<<<
-
 Decrement dividend

 
]
 End division loop

 
]
>>>
[
-
]
+
 End skip loop; zero former divisor and reuse space for a flag

 
>
--
[
-
[
<
-
>
+++
[
-
]]]
<
[
 Zero that flag unless quotient was 2 or 3; zero quotient; check flag

 
++++++++++++
<
[
 If flag then set up divisor (13) for second division loop

 (MEMORY LAYOUT: zero copy dividend divisor remainder quotient zero zero)

 
>
-
[
>
+
>>
]
 Reduce divisor; Normal case: increase remainder

 
>
[
+
[
<
+
>
-
]
>
+
>>
]
 Special case: increase remainder / move it back to divisor / increase quotient

 
<<<<<
-
 Decrease dividend

 
]
 End division loop

 
>>
[
<
+
>
-
]
 Add remainder back to divisor to get a useful 13

 
>
[
 Skip forward if quotient was 0

 
-
[
 Decrement quotient and skip forward if quotient was 1

 
-
<<
[
-
]
>>
 Zero quotient and divisor if quotient was 2

 
]
<<
[
<<
-
>>
-
]
>>
 Zero divisor and subtract 13 from copy if quotient was 1

 
]
<<
[
<<
+
>>
-
]
 Zero divisor and add 13 to copy if quotient was 0

 
]
 End outer skip loop (jump to here if ((character minus 1)/32) was not 2 or 3)

 
<
[
-
]
 Clear remainder from first division if second division was skipped

 
<
.
[
-
]
 Output ROT13ed character from copy and clear it

 
<
-
,
+
 Read next character

]
 End character reading loop

```

## 같이 보기
비슷한 언어들의 목록:
- Doublefuck, 두 개의 배열을 사용하는 브레인퍽의 변형.
- Brainfork
- PATH, 브레인퍽과 비펀지를 결합한 언어.
- SNUSP, 비슷하지만 호출 스택을 가진다.
- l33t
- L00P
- Ook!
- QUOTE
- Aura
- Spoon, 오직 "0"과 "1" 문자로만 이루어진 토큰을 사용함.
- THRAT, 명령 테이블에 있는 Brainfuck 명령들을 접근하기 위해 오직 두 개의 명령만을 사용함.